# پیترو فیتیپالدی
پیترو فیتیپالدی (انگلیسی: Pietro Fittipaldi؛ زادهٔ ۲۵ ژوئن ۱۹۹۶) راننده خودروی مسابقه‌ای، و اتومبیل‌ران فرمول ۱ اهل ایالات متحده آمریکا است.